# 皇家聯合研究所
皇家國防安全聯合軍種研究所（英語：Royal United Services Institute for Defence and Security Studies）、皇家三軍聯合國防研究所；舊稱皇家聯合軍種研究所（英語：Royal United Services Institute，英文簡稱RUSI）、皇家聯合軍種研究院；或簡稱皇家聯合研究所、皇家三軍研究所、皇家三軍研究院。由當時英國首相第一代威靈頓公爵阿瑟·韋爾斯利成立於1831年的英國國防與安全智庫。該智庫在2008年獲得遠景雜誌評選為年度最佳智庫。2009年遠景雜誌再度評選為年度最佳外交政策智庫。
皇家聯合研究所總裁是英國軍隊元帥肯特公爵愛德華王子，研究所總監是卡林·馮·海蓓。

## 歷史
皇家聯合研究所由第一代威靈頓公爵阿瑟·韋爾斯利成立於1831年，是世界上歷史最悠久的國防安全智庫，原本的任務是研究海軍與軍事科學。
時任英國首相的第一代威靈頓公爵阿瑟·韋爾斯利在科爾邦恩聯合軍種期刊撰寫的一篇文章中主張，必須建立一個聯合軍種博物館，由喬治四世國王出資贊助，並由國王與海軍官員、軍事官員與陸軍總參謀長共同管理；這個組織機構要幫海軍與陸軍將科學應用到武器與戰爭藝術領域中，並為榮譽競爭。

### 名稱
1831年成立之初智庫名稱為「海軍軍事博物館」，1839年改名為「聯合軍種研究所」，1860年經由王室的皇家特許狀改名為「皇家聯合軍種研究所」，這個名稱一直沿用到2004年才改名為現今全名「皇家國防安全聯合軍種研究所」。

### 所在地
皇家聯合研究所於1831年辦公室位於英國倫敦的白廳宮廷街，到了1832年搬遷到大蘇格蘭場街，後來維多利亞女王准許皇家聯合研究所使用國宴廳作為辦公室所在地，直到1895年搬遷到目前所在地，位於國宴廳旁的辦公室。

## 任務
位於英國的皇家國防安全聯合軍種研究所是從全球國際視野進行研究，研究所提倡的是研究討論軍事準則、國防管理與國防採購，近年來研究所研究範圍擴展到國防安全領域的：恐怖主義與恐怖主義背後的意識形態，人為或自然災害的威脅與挑戰。皇家聯合研究所的成員背景有軍官、外交官與廣泛的政務官員，成員共有約2,000名會員、50個副研究員、12個研究員。研究領域如下:

### 研究
研究分為三大領域：軍事科學、國際安全研究、國土安全與復原。從2010年開始研究所也研究氣候變遷，衝突、戰爭與文化，2014年研究所成立金融犯罪與安全研究中心。

### 分析
研究所專家常受委託分析目前最重要的國防安全議題，並且有時必須提供即時分析正在發生的國防與安全問題，研究員也會出版研究報告或進行簡報。

#### 第五代戰機
皇家聯合研究所空戰專家賈斯汀·布朗克分析俄羅斯的第五代戰機蘇-57戰鬥機在性能上已經輸給美軍的第五代戰機F-35，因此取消量產計畫。

## 管理階層
皇家聯合研究所由委員會治理，委員會成員包括副總裁、受託人與顧問委員會組成。

### 資金
皇家聯合研究所是已註冊的慈善組織（註冊編號：210639），資金贊助來源是會員的會費、研討會贊助廠商的收入、研究合約、場地出租的租金、以及由其他基金會或個人捐獻的資金。皇家聯合研究所收入並沒有來自政府的資助。

### 贊助者
- 查爾斯三世國王陛下

### 總裁
- 英軍元帥肯特公爵愛德華王子

### 資深副總裁
- 前美國陸軍四星上將大衛·霍威爾·彼得雷烏斯將軍

### 董事長
- 英國外交大臣威廉·海格男爵

### 副董事長
- 前英國情報官約翰·史卡雷（英语：John Scarlett）

### 總監
- 卡林·馮·海蓓

### 副總監
- 馬爾科姆·查爾默斯（英语：Malcolm Chalmers）

## 交流
- 2017年2月8日在臺灣臺北市外交部外交及國際事務學院與中華民國外交部舉辦「英國脫歐對台英關係及亞太地區之影響」座談會，討論英國脫歐對台灣與英國關係、及亞太地區影響。[11]

- 2017年2月13日由台灣外交部介紹，皇家聯合研究所總監卡林·馮·海蓓（英語：Karin von Hippel）率團拜訪台灣國軍退除役官兵輔導委員會討論照顧退除役官兵榮民。[12]

## 外部連結
- 皇家聯合研究所 官方網站 （页面存档备份，存于）